# بودكاست سوالف بزنس
سوالف بزنس هو بودكاست سعودي يقدمه مشهور الدبيان وتنتجه ثمانية. وهو أحد البرامج العربية التي تهتم بمجال الأعمال والمشاريع، حيث يهدف البودكاست إلى تقديم محتوى يستهدف رواد الأعمال والمستثمرين. تأسس البرنامج انطلاقًا من حاجة السوق العربي إلى محتوى متخصص يربط بين الجانب النظري والعملي في عالم الأعمال، والتجارب الشخصية الثرية لنقل الخبرة والمعرفة.

## عن البرنامج

### نشأة البرنامج
بدأ بودكاست "سوالف بزنس" أولى حلقاته في مايو 2017 بتقديم حلقات تركز على الجانب العملي من تأسيس وتطوير الشركات. في البداية كان البرنامج صوتيًا فقط، ثم تحول بعد ذلك إلى محتوى مرئي مسموع، ثم تطور تدريجيًا ليصبح منصة معرفية تستهدف المهتمين بريادة الأعمال في الوطن العربي.

### مواضيع البرنامج
يركز "سوالف بزنس" على تناول موضوعات تخص مجالات ريادة الأعمال مثل تجارب رواد الأعمال وكيفية تأسيس وإدارة الشركات الناشئة، والتسويق والإدارة مثل تسليط الضوء على استراتيجيات التسويق والإدارة الناجحة، والاقتصاد والاستثمار مثل شرح مفاهيم اقتصادية بطريقة مبسطة وتحليل الفرص الاستثمارية.
ومن أبرز الموضوعات التي يناقشهاتجارب الشركات وقصص نجاحها، ونصائح عملية عن إدارة الأعمال حول التحديات التي تواجه أصحاب المشاريع والطامحين بأن يكونوا أصحاب مشاريع، ومناقشة قضايا معاصرة مثل التحول الرقمي وأثر التكنولوجيا على الأعمال.

## مقدم البرنامج
يقدم البرنامج "مشهور الدبيان"، وهو سعودي له باع في مجال ريادة الأعمال والتقنية والإعلام الرقمي. وهو يقدم محتوى عربي يركز على موضوعات الأعمال، والمشاريع الناشئة، والتسويق، إلى جانب تسليط الضوء على التجارب الثرية التي قد تفيد المشاهد المهتم بالمجال.

## ضيوف البرنامج
يستضيف بودكاست "سوالف بزنس" في حلقاته:
- أصحاب التجارب الثرية.
- المتخصصين في الأنظمة والتشريعات المتعلقة بقطاعات الأعمال المختلفة.
- أصحاب الأعمال وقادة الابتكار في ريادة الأعمال.

## أبرز الحلقات
| رقم الحلقة | عنوان الحلقة                                 | ضيف الحلقة                                                    | تاريخ العرض | موضوع الحلقة |
| ---------- | -------------------------------------------- | ------------------------------------------------------------- | ----------- | --- |
|            | كيان: من المدن الصغيرة إلى منافسة كريم وأوبر | بدر العرجاني مؤسس تطبيق «كيان»                                | 3/3/2024    | تجربة البدايات التي تعد مخاطرة كبيرة وتحمل في الوقت نفسه فوائد وأفكارًا لأصحاب المشاريع. |
| 100        | قصة بيع وإغلاق تطبيق كاريدج                  | عبدالله المطوع، المؤسس والرئيس التنفيذي السابق لشركة «كاريدج» | 13/3/2023   | قصة وتجربة تطبيق «كاريدج» والتحدّيات التشغيلية التي واجهها في البدايات، وأسباب نجاح التطبيق نجاحًا لم يتوقعه، إلى أن استحوذت عليه شركة «ديلفري هيرو».                                                        |
| 103        | بزنس العطور والمكياج - نايس ون               | عبدالرحمن العليان، الشريك المؤسس لشركة «نايس ون»              | 2/4/2023    | قصة المتجر الذي بدأه الضيف على إنستقرام في أثناء دراسته في أمريكا، وكيف تحوّل إلى متجر إلكترونيّ لبيع العطور والمكياج، يخدم دول الخليج بواقع 400 ألف زيارة يومية، ويحقّق مبيعات تصل إلى نصف مليار ريالٍ سنويًا. |